# شیشه‌فروغ‌ها
شیشه‌فروغ‌ها (نام علمی: Danaphos) نام یک سرده از تیره تبرماهیان ژرفزی است.